# Palermo Comic Convention
Il Palermo Comic Convention, chiamato anche Palermo ComicCon, è una fiera internazionale dedicata al fumetto, all'animazione, ai giochi (di ruolo, da tavolo, di carte), ai videogiochi e all'immaginario fantasy e fantascientifico, che si svolge a Palermo in Sicilia, nel mese di settembre.
Inizialmente svolto all'interno della Fiera del Mediterraneo, dal 2021 svolge presso i Cantieri Culturali alla Zisa.

## Storia
La manifestazione venne ideata dell'imprenditore catanese Alessio Riolo e da Antonio Scuzzarella, i quali nel 2015 decisero di crearla per riempire il vuoto lasciato dalla scomparsa del Cospladya. La prima edizione della manifestazione è stata organizzata nel settembre del 2015 presso la Fiera del Mediterraneo di Palermo.
I primi due anni l'esposizione si tenne solo all'interno del Padiglione 20 della stessa (il più grande), oltre all'area palco e la zona food esterna. A partire dal 2017, visto l'elevato numero di visitatori raggiunto già nelle precedenti due edizioni, si decise di utilizzare anche altri due padiglioni (20A e 11); mentre nel 2018 venne aggiunto anche il padiglione 16 in sostituzione del 20/A, con all'interno una grande area dedicata ai giochi in ogni sua forma.

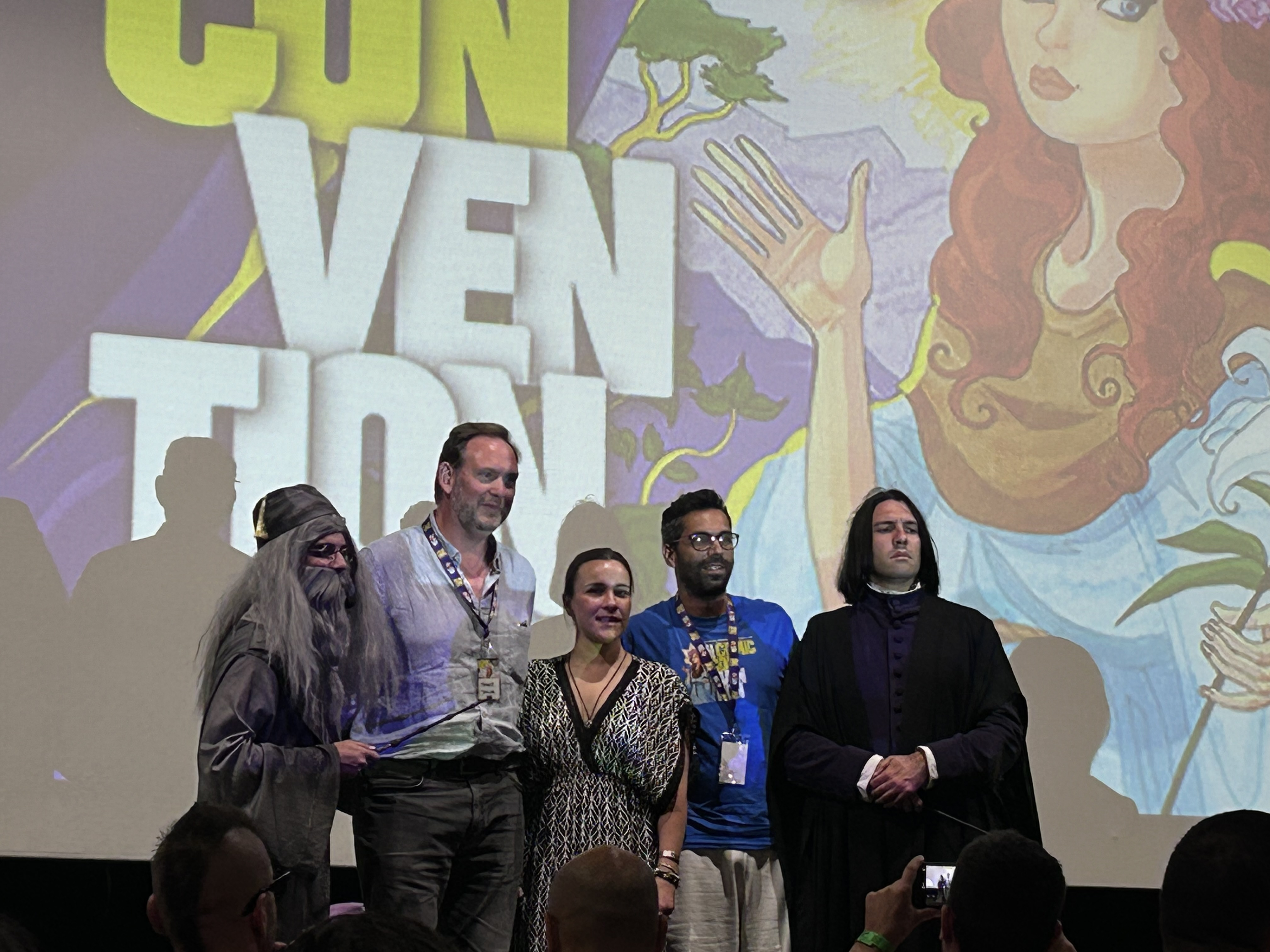
Ospiti in cosplay assieme all'illustratore Thomas Taylor durante l'edizione del 2024.

Dal 2021, la manifestazione si svolge presso i Cantieri Culturali alla Zisa, occupando quasi tutta l’area espositiva esterna e numerosi padiglioni interni ai Cantieri.